# بوبكر سار
بوبكر سار (بالفرنسية: Sarr Boubacar)‏ هو لاعب كرة قدم سنغالي في مركز الهجوم، ولد في 20 يوليو 1951 في داكار في السنغال. لعب مع أولمبيك مارسيليا وباريس سان جيرمان ونادي تولون ونادي كان ونادي مارتيغ.

## وصلات خارجية
- بوبكر سار على موقع قاعدة بيانات كرة القدم.إي يو (الإنجليزية)
- بوبكر سار على موقع ناشيونال فوتبول تيمز (الإنجليزية)